# Ayşe Bosse

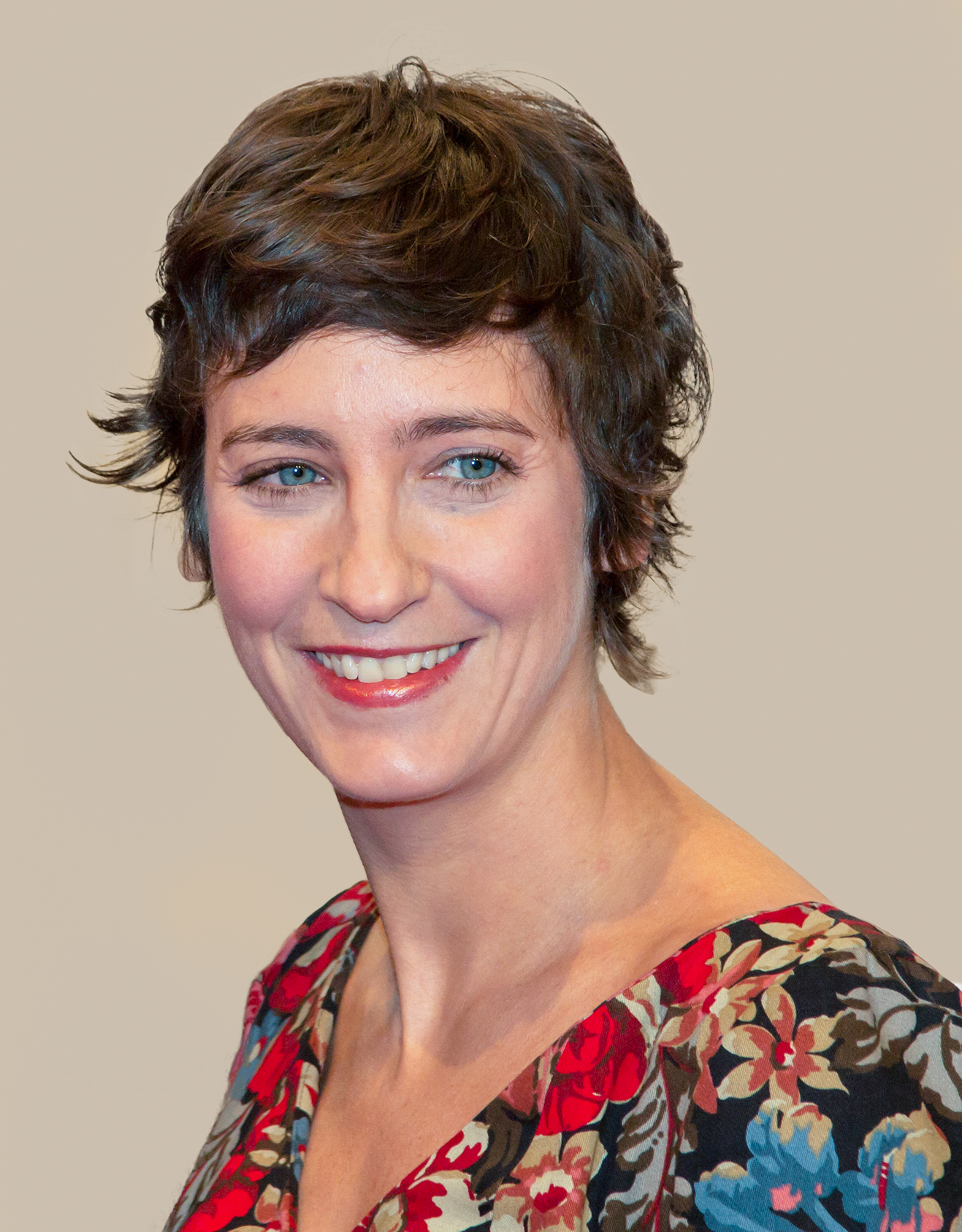
Ayşe Bosse (2014)

Ayşe Bosse (* 1976 in Frankfurt am Main) ist eine Autorin von Kinderbüchern, Schauspielerin, Trauerbegleiterin und war früher als Model tätig.

## Leben
Ayşe Bosse wuchs in Frankfurt am Main auf. Ihr Vater stammt aus der Türkei und arbeitete als Chirurg. Die Mutter war Erzieherin.
Sie begann nach dem Abitur ein Germanistikstudium in Gießen, das sie nach zwei Monaten abbrach. In der Folgezeit lebte sie in Istanbul. Dort begann sie als Praktikantin bei einem Fotografen und arbeitete nach kurzer Zeit als Fotomodel.
Sie studierte später an der Schule für Schauspiel Hamburg, beendete die Ausbildung aber vorzeitig nach etwa einem Jahr. Sie arbeitete als Schauspielerin, wobei sie größere Bekanntheit in der Türkei für ihre Rolle als Katrin im Spielfilm Entelköy Efeköy'e Karsi erlangte.
Zum Thema Trauerbegleitung kam sie mit Mitte 30 über den Umgang ihrer eigenen Tochter mit dem Tod des Großvaters. Ihre Ausbildung zur Trauerbegleiterin begann sie 2013 in Bremen und pendelte dazu von ihrem Wohnort Hamburg. In dieser Zeit entstand die Idee zum Buch  „Weil du mir so fehlst“. Neben ihrer Arbeit als Trauerbegleiterin arbeitet sie auch weiterhin als Schauspielerin.
Bosse ist mit dem Musiker Axel Bosse verheiratet und lebt mit ihm und ihrer Tochter in Hamburg.

## Auszeichnungen

### Schauspielerin
- vielversprechendste Schauspielerin für Entelköy Efeköy'e Karsi beim Internationalen Filmfestival Ankara 2012 (gewonnen)
- Beste Leistung einer Schauspielerin in einem Spielfilm – Musical oder Komödie für Entelköy Efeköy'e Karsi beim Sadri Alisik Kinopreis 2012 (nominiert)

### Autorin
- Preisträgerin Kranichsteiner Kinderliteratur-Stipendium 2021 für Pembo – Halb und halb macht doppelt glücklich!
- KIMI-Siegel des Kinderbuchfestivals „Kimbuk“ 2021 für Pembo – Halb und halb macht doppelt glücklich!
- nominiert für Deutscher Jugendliteraturpreis 2021 für Pembo – Halb und halb macht doppelt glücklich!

## Werke als Autorin
- Weil du mir so fehlst: dein Buch fürs Abschied nehmen, vermissen und erinnern (2016), Carlsen, Hamburg ISBN 978-3-551-51876-7
- Einfach so weg: dein Buch fürs Abschied nehmen, Loslassen und Festhalten (2018), Carlsen, Hamburg ISBN  978-3-551-51849-1
- Pembo – Halb und halb macht doppelt glücklich! (2020), Carlsen, Hamburg ISBN 978-3-551-65039-9
- Ganz schön traurig: Mit Herkules und Yoda im Herzen (2022), Carlsen, Hamburg ISBN 978-3-551-52137-8
- Pembo – Halb und halb macht doppelt glücklich (Hörspiel, 2023), WDR[4]
- Pembo – Halb und Halb macht doppelt glücklich (Theaterstück), Premiere am 24. Februar 2024 im Staatstheater Wiesbaden[5]

## Filmografie (Auswahl)
- 2009: Souvenirs
- 2010: Es war einer von uns
- 2011: Entelköy Efeköy'e Karsi
- 2014: Minutes Off (Kurzfilm)

## Theaterrollen
- 2016: GOLD. Der Film der Nibelungen  als Sueyla Blume, eine Maskenbildnerin[6][7]